# Psalter 1980
Het Psalter 1980 is een berijming van de 150 psalmen die in 1981 verscheen.

## Geschiedenis
In de jaren 1940 vormde een groep gereformeerden een werkverband met het doel om te komen tot een nieuwe berijming van de 150 psalmen ter vervanging van de Psalmberijming van 1773. Later werd er een stichting opgericht: de Stichting ter verkrijging van een schriftgetrouwe psalmberijming. De leden van de werkgroep maakten allen onderdeel uit van het bestuur van de stichting, met uitzondering van drs. Joh. Luijkenaar Francken. In het bestuur zaten onder anderen de dichteressen Nel Benschop en Enny IJskes-Kooger.
In 1981 verscheen de bundel met psalmberijmingen, een uitgave van de stichting in samenwerking met uitgeverij Buijten & Schipperheijn. De vier meewerkende psalmberijmers waren: Israël Abrahamson, J. Klein Fzn., drs. Joh. Luijkenaar Francken en Johan de Weve.